# Zaragoza (Nueva Ecija)
Zaragoza is een gemeente in de Filipijnse provincie Nueva Ecija op het eiland Luzon. Bij de laatste census in 2007 had de gemeente ruim 40 duizend inwoners.

## Geografie

### Bestuurlijke indeling
Zaragoza is onderverdeeld in de volgende 19 barangays:
| - Batitang - Carmen - Concepcion - Del Pilar - General Luna - H. Romero - Macarse - Manaul - Mayamot - Pantoc | - San Isidro - San Rafael - San Vicente - Santa Cruz - Santa Lucia Old - Santa Lucia Young - Santo Rosario Old - Santo Rosario Young - Valeriana |

## Demografie
Zaragoza had bij de census van 2007 een inwoneraantal van 40.355 mensen. Dit zijn 2.710 mensen (7,2%) meer dan bij de vorige census van 2000. De gemiddelde jaarlijkse groei komt daarmee uit op 0,96%, hetgeen lager is dan het landelijk jaarlijks gemiddelde over deze periode (2,04%). Vergeleken met de census van 1995 is het aantal mensen met 6.529 (19,3%) toegenomen.

De bevolkingsdichtheid van Zaragoza was ten tijde van de laatste census, met 40.355 inwoners op 72,02 km², 469,7 mensen per km².